# Староста, Иржи
Иржи Староста (чеш. Jiří Starosta; 22 апреля 1924, Муглинов, Острава — 15 февраля 2012) — чехословацкий футболист, полузащитник; тренер. Бронзовый призёр Кубка африканских наций 1959 года в качестве тренера.

## Биография
Иржи Староста родился в 1923 или 1924 году.
Играл в футбол на позиции полузащитника. В 1950—1952 годах выступал в чемпионате Чехословакии за «Витковице Железарны», забил 4 мяча.
22 октября 1950 года сыграл единственный в карьере матч за вторую сборную Чехословакии, которая в Брно уступила в товарищеском матче второй сборной Польши — 1:3.
В 1959 году возглавлял сборную Эфиопии на Кубке африканских наций в Каире. Поскольку в турнире участвовали только три команды, эфиопы стали бронзовыми призёрами, даже проиграв оба матча — с ОАР (0:4) и Суданом (0:1).
В 1960-е годы тренировал сборную Кубы.
В 1969 году возглавлял сборную Судана в отборочном турнире чемпионата мира.
После этого вернулся в Чехословакию, где занимался теоретическими вопросами в Футбольном союзе, руководил главным тренерским советом, комиссией высшего футбола.
7 сентября 1977 года по причине болезни Вацлава Ежека вместе с Йозефом Венглошем возглавлял сборную Чехословакии в товарищеском матче в Братиславе против Турции, завершившемся победой — 1:0 благодаря голу Мирослава Гайдушека.
В 1984 году в двух последних матчах чемпионата Чехословакии возглавлял «Витковице», сменив Иржи Дуная. Под руководством Старосты команда по разу сыграла вничью и потерпела поражение.
Умер 15 февраля 2012 года.

## Достижения

### Как тренер
Эфиопия
- Бронзовый призёр Кубка африканских наций (1): 1959.